# Arcuphantes arcuatulus
Arcuphantes arcuatulus är en spindelart som först beskrevs av Roewer 1942.  Arcuphantes arcuatulus ingår i släktet Arcuphantes och familjen täckvävarspindlar. Inga underarter finns listade i Catalogue of Life.